# Mincio

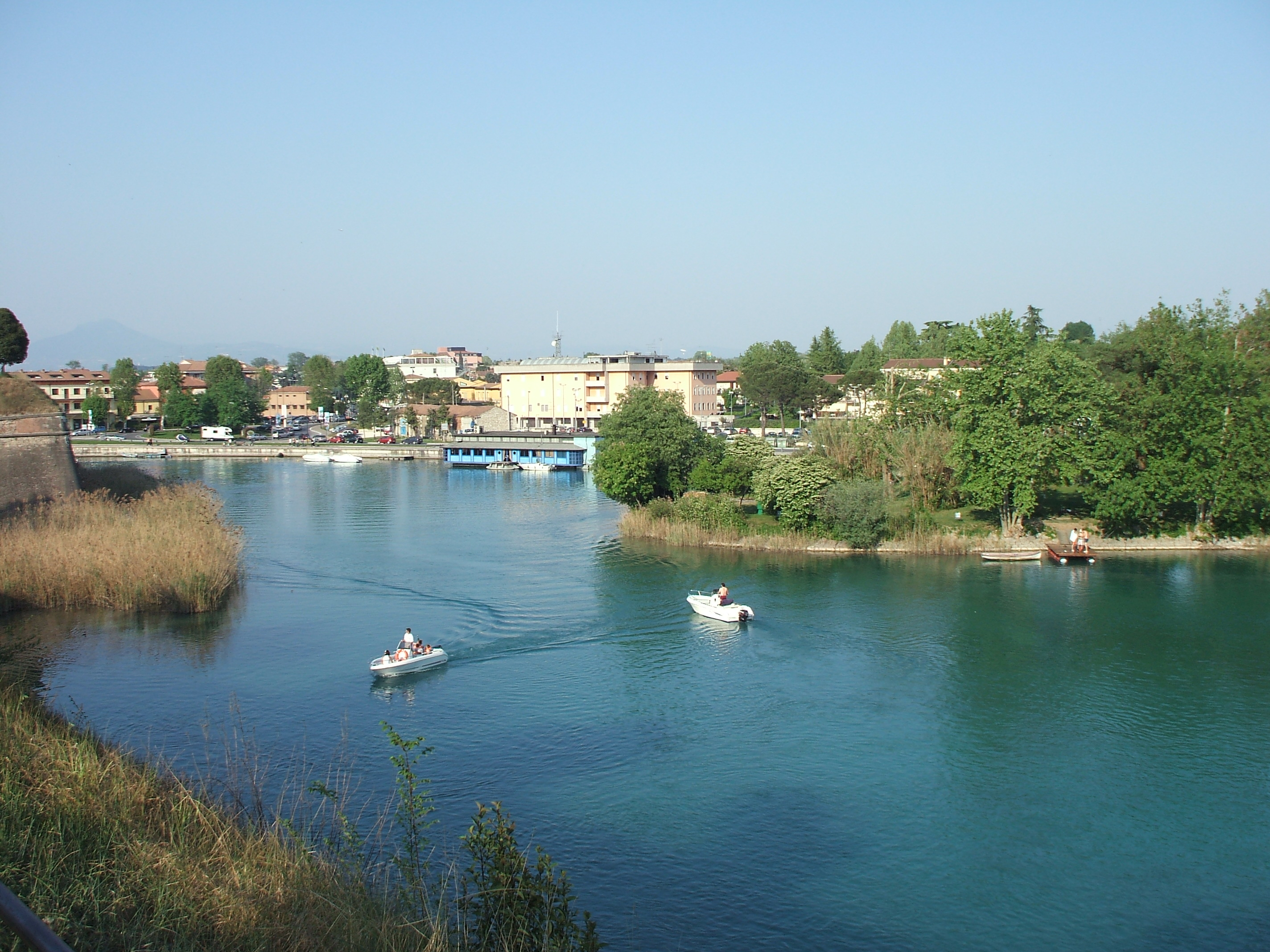
Râul Mincio

Mincio (lat. Mincius) este un râu în Italia de nord. 
Cunoscut sub numele de Sarca înainte de a se revărsa în lacul Garda, curge de acolo vreo 65 de km până se revarsă în râul Pad.
Sarca are izvoarele în Pinzolo (770 m ASL), și întâlnește în unghi aproape drept, Sarca di Campiglio (provenind din Dolomiti Brenta), Sarca de Nambrone (n. de la 2612 m ASL Lacul Vedretta) și Sarca di Genova (din Lacul Negru la 2668 ASL m).Ultimul este alimentat din Lacul Nou, situat sub ghețarul Mandrone iar zona este considerată adevăratul izvor al râului Mincio. 
Urmează Valea Rendena în direcția NS, apoi are un curs foarte sinuos și îngust(Cheile Scara și Limarò)până în Lacul Garda la Torbole. Drumul lui la partea inferioară, constituie Valea Sarca. Drumul real este de 60 de km din Pinzolo, dar crește la 78 km cazul în care este calculat pe ramura Genova a Sarca, pentru că izvorul este mai îndepărtat față de vărsare. Suprafața de vărsare a estuarului în Lacul Garda este de 1291 km².